# Márcia Couto
Márcia Couto (Rio de Janeiro, 20 de maio de 1950) é uma atriz e ex-modelo brasileira.

## Carreira
Nascida no Rio de Janeiro, Márcia Couto começou a trabalhar como modelo ainda adolescente e aos poucos, ganhou projeção nacional. .
Começou a se especializar na carreira de atriz em 1970 e, em 1972, estreou no filme Condenadas Pelo Sexo. No mesmo ano, fez sua estreia na televisão atuando em Uma Rosa com Amor.

## Vida pessoal
Márcia Couto foi casada por 23 anos com o ator, diretor e cineasta Daniel Filho, de quem se separou em 2008.

## Televisão
- 1972 - Uma Rosa com Amor
- 1980 - As Três Marias
- 1983 - Parabéns pra Você
- 1983 - Guerra dos Sexos
- 1985 - Um Sonho a Mais
- 1989 - Top Model
- 1990 - Lua Cheia de Amor
- 1991 - O Portador

## Cinema
- 1972 - Condenadas Pelo Sexo
- 1973 - Como É Boa a Nossa Empregada
- 1990 - Boca de Ouro
- 1994 - Boca